# Ayala Corporation
Ayala Corporation is de holding van de Ayala Group, het oudste en grootste conglomeraat van de Filipijnen. Ayala werd opgericht in 1834 en houdt zich bezig met een grote verscheidenheid aan activiteiten zoals investeringen in onroerend goed, bankieren, telecommunicatie, elektronica, informatie technologie, water infrastructuur en beheer en outsourcing van bedrijfsprocessen. In 2006 maakte Ayala een winst van 252,6 miljoen US$.
In de late 19e eeuw droeg Ayala bij aan de bouw van de Colgante en Ayala bruggen en in 1888, introduceerde het bedrijf de eerste tramlijn in de Filipijnen. Ayala was grotendeels verantwoordelijk voor de ontwikkeling van Makati als financieel district van de Filipijnen.  
Ayala werd in 2007 door Asiamoney uitgeroepen tot het best geleide grote bedrijf van de Filipijnen. 